# Old Man of Stoer

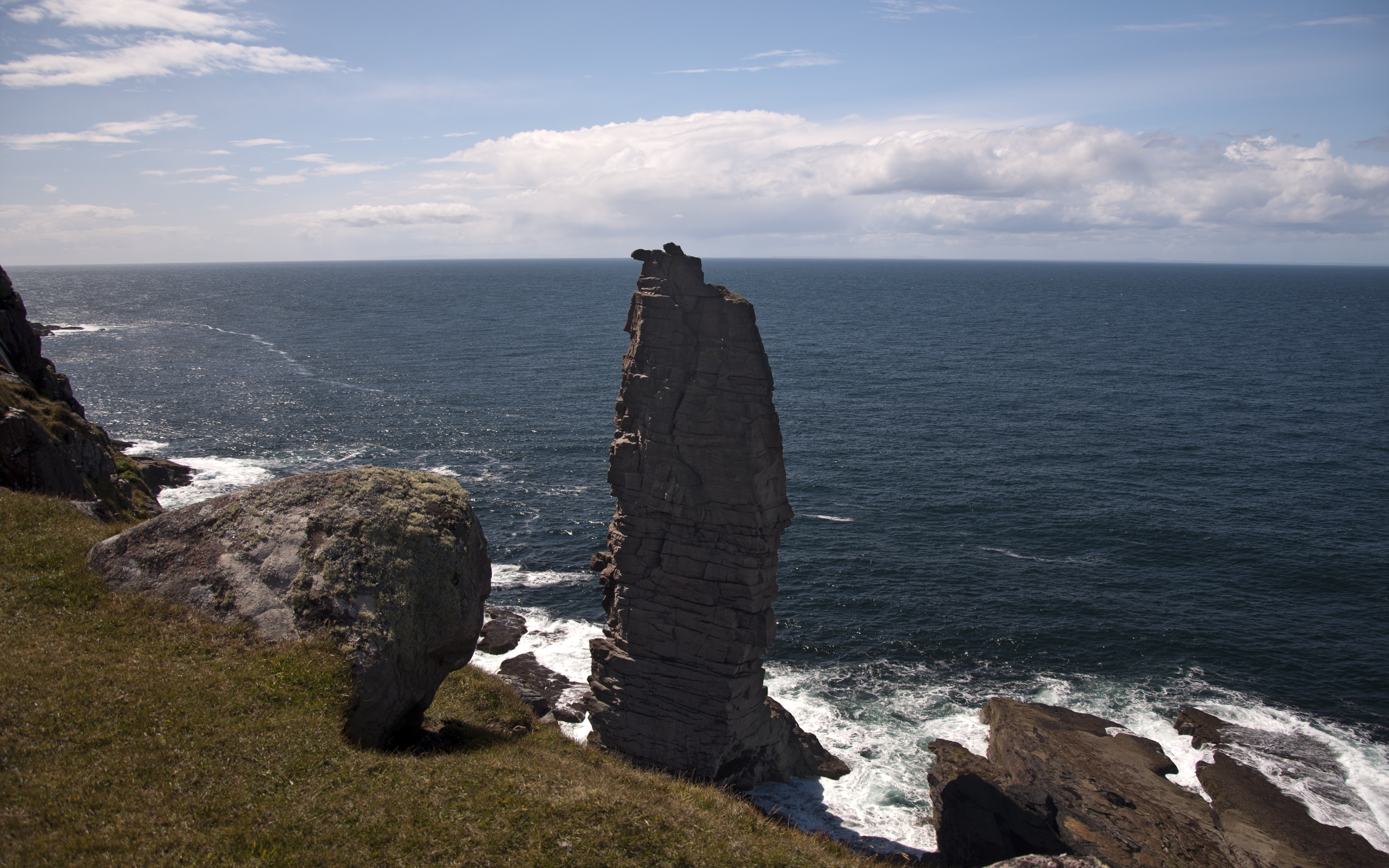
Old Man of Stoer

De Old Man of Stoer is een 60 meter hoge zeestack in het westen van Sutherland, op het schiereiland Stoer, Schotland, in de buurt van de dorpen Stoer en Culkein. Old Man of Stoer, ontstaan door kusterosie, ligt niet ver van de marilyn Sidhean Mor.
Old Man of Stoer bestaat uit Torridonian zandsteen. Een single track road leidt vanaf Lochinver naar een parkeerplaats, aan de voet van Stoer Head lighthouse. Vanaf daar is de zeestack via een aantal wandelpaden te bereiken.
Er bestaat ook een rotspilaar met de naam Old Man of Storr op het eiland Skye, vlak bij the Storr, die ontstaan is door aardverschuiving.

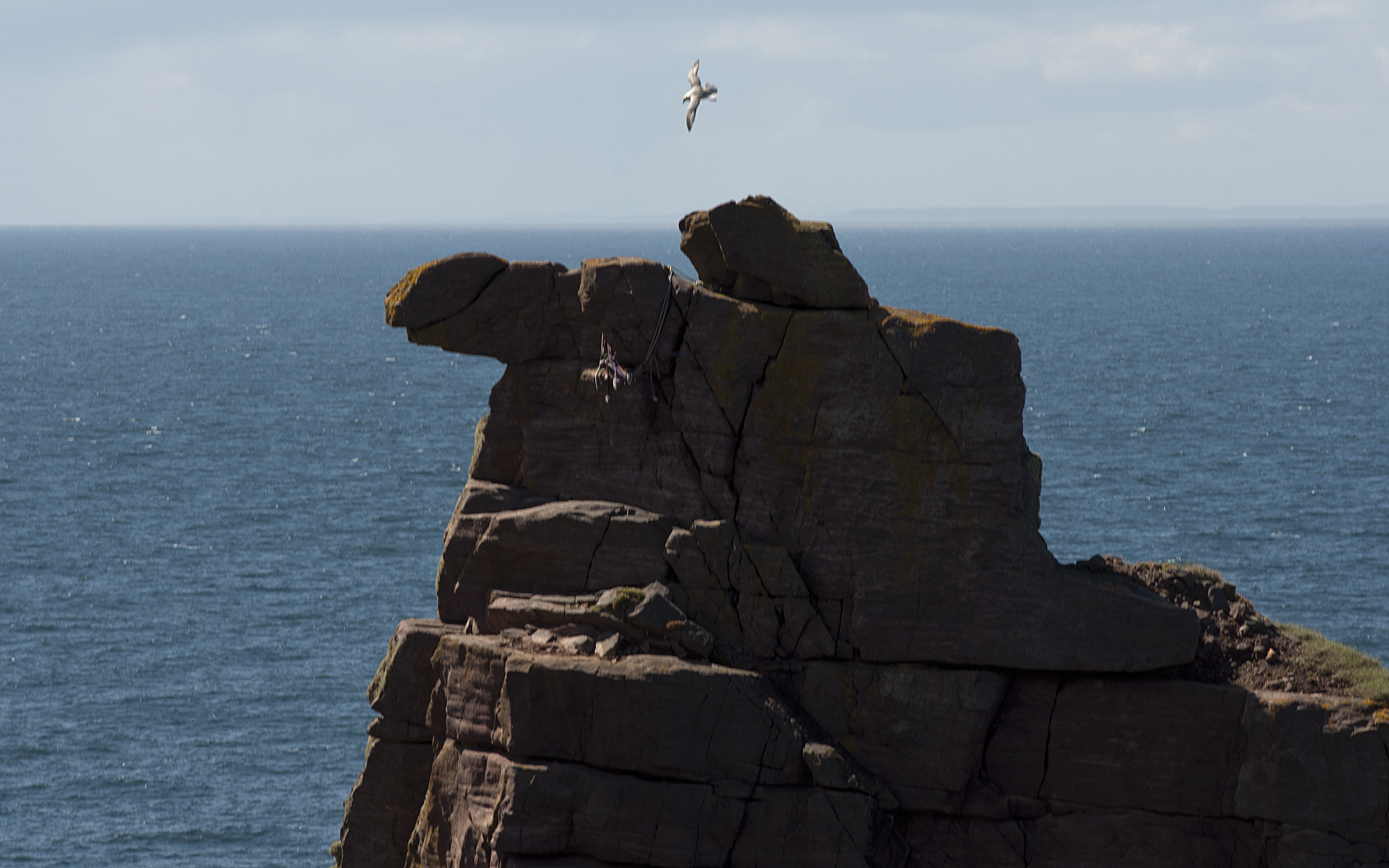
De top met achtergelaten materiaal voor bergbeklimmers
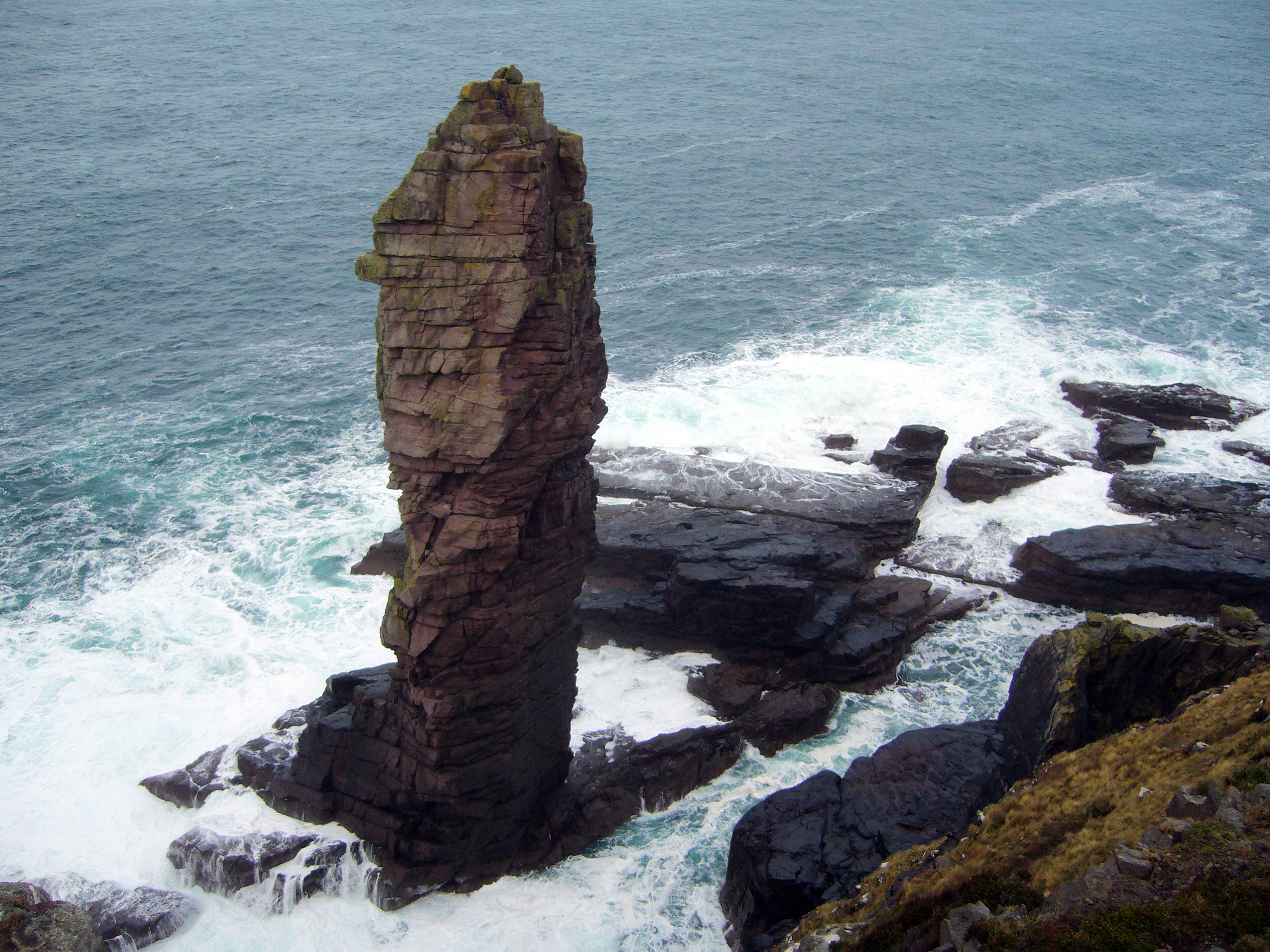
Old Man of Stoer